# Carl August Heinrich Ferdinand Oesterley
Carl August Heinrich Ferdinand Oesterley (Gottinga, 23 gennaio 1839 – Distretto di Altona, 16 dicembre 1930) è stato un pittore tedesco.

## Biografia

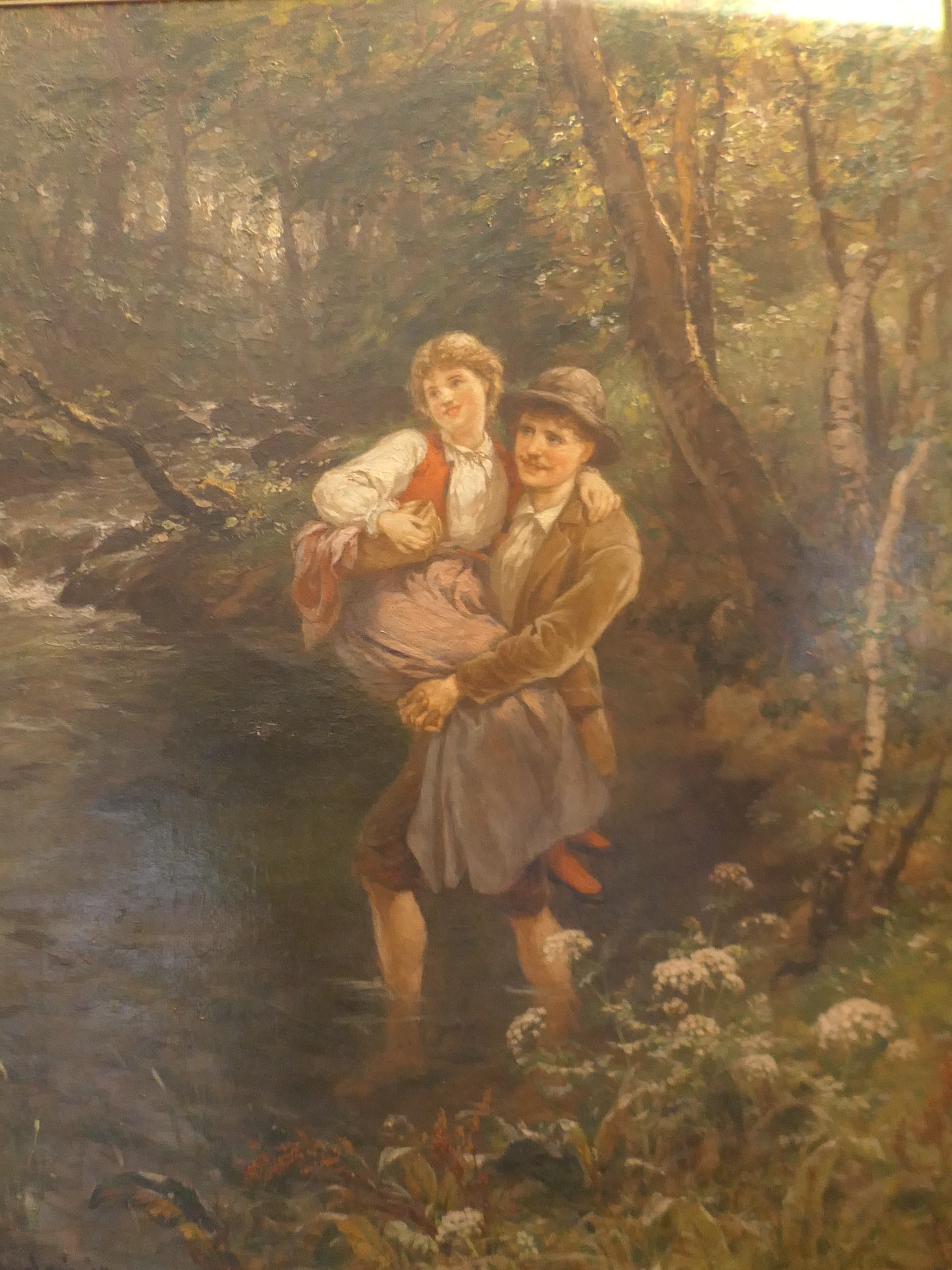
Il guado del torrente, 1901

Carl August Heinrich Ferdinand Oesterley era figlio del pittore Carl Friedrich Wilhelm Oesterley (1805 - 1891), che fu docente di Storia e Tecnica di Belle Arti a Gottinga e pittore di corte del Regno di Hannover, e da lui apprese i primi rudimenti della pittura. Carl August compì poi gli studi presso il Polytechnikum (politecnico) di Hannover, e successivamente dal 1856 al 1860 studiò presso l'Accademia d'arte (Kunstakademie) di Düsseldorf, dove fu allievo di Ernst Deger, di Eduard Bendemann, di Karl Müller e (per Architettura e prospettiva) di Rudolf Wiegmann.
Nel 1865, durante una sua permanenza a Lubecca, fece una copia della Passione di Torino di Hans Memling (che si trovava - dal 1832 - nella Galleria Sabauda di Torino) e da lì realizzò alcuni dipinti in tema architettonico e paesaggistico. In seguito affinò la sua ispirazione artistica e a partire dal 1870 si dedicò principalmente ai paesaggi della Norvegia, dove compì anche numerosi viaggi di studio, senza però trascurare i soggetti di genere e la ritrattistica. Insieme all'amico Carl Rodeck, visitò i Paesi Bassi, il Belgio e l'Inghilterra. 
Dal 1885 dimorò stabilmente a Blankenese, un sobborgo presso Amburgo. Fu membro della locale Associazione degli Artisti, espose al Glaspalast (Palazzo di Vetro) di Monaco e ricevette una medaglia di prima classe dalla Münchener Ausstellung (Mostra di Monaco). Si spense a Blankenese il 16 dicembre 1930. Sue opere sono conservate nei Musei di Breslavia, Berlino, Amburgo, Lipsia.

## Opere principali

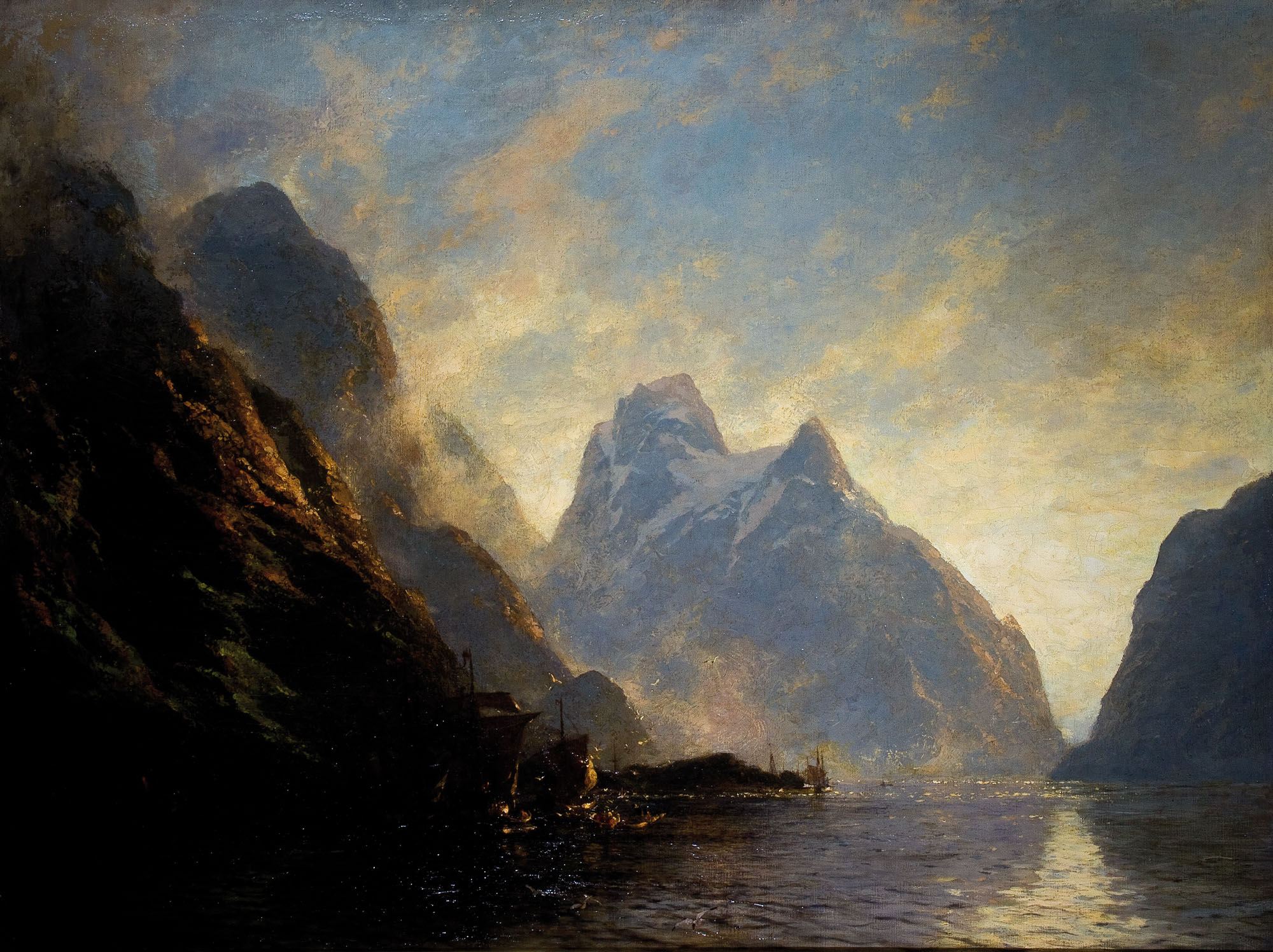
Fiordo norvegese, 1887

- Fiordo norvegese, 1887Mitternachtstimmung bei den Lofoten (Atmosfera notturna alle Lofoten)
- Norwegische Gebirgsschlucht (Gola di montagna in Norvegia)
- Romsdalsfjord, norwegischer Fjord (Fiordo norvegese di Romsdalshorn, 1891), Museo di Lipsia
- Raftsund im nördlichen Norwegen (Imbarcazione nel nord della Norvegia, 1879), Museo di Breslavia
- Fischer an der norwegischen Küste (Pesca sulla costa norvegese)
- Nordische Sommernacht (Notte d'estate nordica)
- Oldenvand im Nordfjord (Antica acqua in un fiordo del Nord, 1885), Galleria Nazionale di Berlino
- Am Saltenfjord (Veduta del fiordo di Salten, 1882), Galleria Nazionale di Amburgo